# بيت مارافيتش
بيت مارافيتش (بالإنجليزية: Pete Maravich) مواليد 22 يونيو 1947 في أليكويبا - الوفاة 5 يناير 1988، كان لاعب كرة سلة أمريكي بدأ مسيرته الاحترافية في سنة 1970. بلغ طوله 6 قدم 5 بوصة (2.0 م). اعتزل اللعب في 1980.

## فرق لعب لها
- أتلانتا هوكس
- يوتاه جاز
- بوسطن سيلتكس

## روابط خارجية
- بيت مارافيتش على موقع الموسوعة البريطانية (الإنجليزية)
- بيت مارافيتش على موقع إن إن دي بي (الإنجليزية)
- بيت مارافيتش على موقع إن بي أي (الإنجليزية)
- بيت مارافيتش على موقع سبورتس رفرنس (الإنجليزية)
- بيت مارافيتش على موقع كلية كرة السلة في سبورتس رفرنس.كوم (الإنجليزية)
- بيت مارافيتش على موقع ريلجم (الإنجليزية)
- بيت مارافيتش على موقع بروبوليرز (الإنجليزية)
- بيت مارافيتش على موقع قاعة المشاهير الجامعة الوطنية لكرة السلة (الإنجليزية)
- بيت مارافيتش على موقع قاعة لويزيانا للمشاهير الرياضية (الإنجليزية)